# برادران گریم

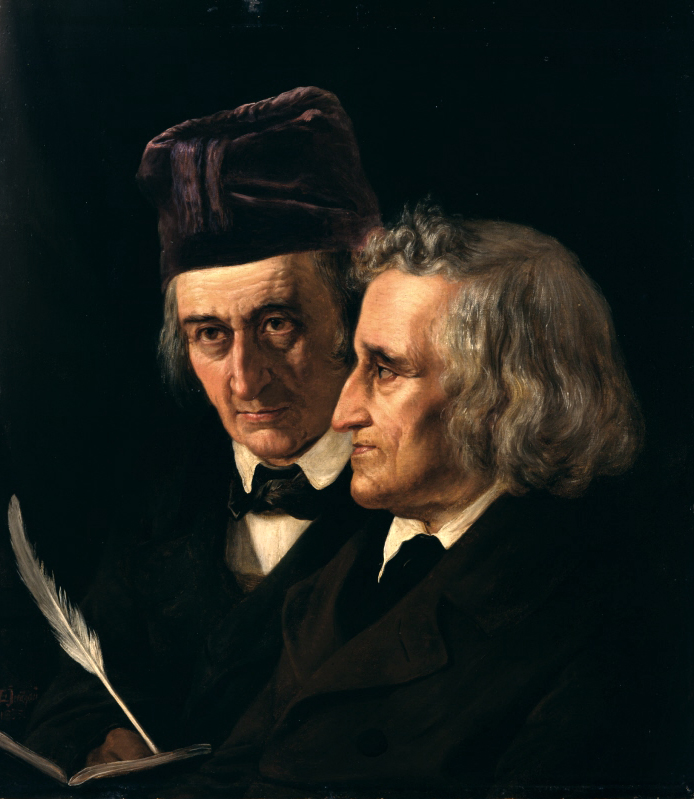
یاکوب گریم (راست) و ویلهم در سال ۱۸۸۵، کشیده شده توسط Elisabeth Jerichau-Baumann

برادران گریم (به آلمانی: Die Brüder Grimm)، یاکوب (۴ ژانویه ۱۷۸۵ – ۲۰ سپتامبر ۱۸۶۳) و ویلهلم گریم (۲۴ فوریه ۱۷۸۶ – ۱۶ دسامبر ۱۸۵۹)، اهل هاناو، زبان‌شناس، پژوهشگر و دانشور آلمانی بودند، که به علت گردآوری و انتشار داستان‌های فولکلور عامیانه و قصه‌های پریان مشهور شدند. برادران گریم نخستین اثر خود را به نام قصه‌های خانه و خانوادگی در سال ۱۸۱۲ منتشر کردند. آن‌ها مطالعاتی در زمینه زبان‌شناسی داشتند، (مانند قانون گریم) و یک فرهنگ لغات برای زبان آلمانی هم نگاشتند.
معروف‌ترین داستان‌های فولکلور آن‌ها عبارتند از: «سفید برفی»، «راپونزل»، «سیندرلا»، «رامپل‌استیلت‌اسکین»، «هانسل و گرتل»، «شنل قرمزی» و «شاهزاده خانم و قورباغه». فیلم‌سازان و کارگردانان مشهوری مانند والت دیزنی براساس این افسانه‌ها، فیلم‌ها و کارتون‌های زیبا و جذابی ساخته‌اند.